# Basta il succo di limone!
Basta il succo di limone! fu una rivista in due tempi scritta da Eduardo De Filippo in collaborazione con Armando Curcio nel 1940.
L'opera, rimasta inedita e in parte proibita dalla censura, fu portata in scena dall'appena formata compagnia teatrale "La Serie d'Oro N. 3", creata per l'occasione proprio da Eduardo, al Teatro Quattro Fontane di Roma il 25 novembre 1940. Non fu possibile, però, portarne a termine la rappresentazione a causa dei fischi dei fascisti presenti in sala, che riconobbero in alcuni quadri una critica al regime.

## Trama
La rivista invita a leggere col succo di limone quello che si cela tra le righe delle pagine della stampa. L'attualità entra in gioco come uno dei due temi dominanti, con l'ingresso dell'Italia in guerra, mentre l'altro è rappresentato la concezione del teatro come vita, classico di Eduardo.
Anacleto e Veronica sono due contadini che intendono passare un giorno di festa. Arrivano degli attori itineranti ma la polizia, con fare discutibile, li caccia. Lamentandosi del fatto di essere poveri a causa degli aristocratici che hanno loro tolto tutto, i due non possono neanche suonare la fisarmonica. Di qui si aprono una serie di quadri a sfondo satirico contro la società attuale e il teatro che manca di qualsiasi verve, facendo in qualche modo intendere di essere asservito al potere. In un quadro appare anche un commendatore che sembra assomigliare molto a Mussolini, sfottuto nella sua ricerca di donne giovani e procaci.